# Dave Camp

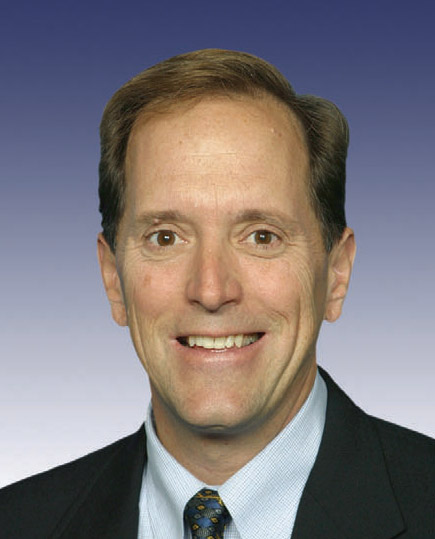
David Lee Camp

David Lee "Dave" Camp, född 9 juli 1953 i Midland, Michigan, är en amerikansk republikansk politiker. Han var ledamot av USA:s representanthus 1991–2015.
Camp studerade vid University of Sussex i England 1973-1974. Han avlade 1975 kandidatexamen vid Albion College och 1978 juristexamen vid University of San Diego. Han var medarbetare åt kongressledamoten Bill Schuette 1984-1987.
Camp blev invald i representanthuset i kongressvalet 1990. Han omvaldes elva gånger.
Camp är katolik. Han och hustrun Nancy Camp har tre barn.